# Winston L. Prouty
Winston Lewis Prouty, född 1 september 1906 i Newport, Vermont, död 10 september 1971 i Boston, Massachusetts, var en amerikansk republikansk politiker. Han representerade delstaten Vermont i båda kamrarna av USA:s kongress, först i representanthuset 1951–1959 och sedan i senaten från 1959 fram till sin död. Guvernör George H. Prouty var halvbror till Proutys far William Robert Prouty.
Prouty utexaminerades 1930 från Lafayette College i Easton, Pennsylvania. Han var sedan verksam inom byggmaterialbranschen. Han var borgmästare i Newport, Vermont 1938–1941.
Prouty efterträdde 1951 Charles Albert Plumley som kongressledamot. Han efterträddes 1959 av William H. Meyer som Vermonts enda ledamot i representanthuset. Prouty efterträdde 1959 Ralph Flanders som senator. Han besegrade demokraten Frederick J. Fayette i senatsvalet 1964. Philip H. Hoff utmanade Prouty i senatsvalet 1970 men förlorade stort. Senator Prouty avled 1971 i ämbetet och efterträddes av Robert Stafford.
Prouty var kongregationalist. Han gravsattes på Pine Grove Cemetery i Newport.